# Gerbillus cheesmani
Gerbillus cheesmani е вид гризач от семейство Мишкови (Muridae). Видът не е застрашен от изчезване.

## Разпространение и местообитание
Разпространен е в Йемен, Йордания, Ирак, Иран, Кувейт, Обединени арабски емирства, Оман, Саудитска Арабия и Сирия.
Обитава пустинни области, места с песъчлива почва, храсталаци и дюни в райони с умерен климат, при средна месечна температура около 23,1 градуса.

## Описание
Теглото им е около 28 g.
Популацията на вида е стабилна.